# Гастеллівська сільська адміністрація
Гасте́ллівська сільська адміністрація (каз. Гастелло ауылдық әкімдігі, рос. Гастелловская сельская администрация) — адміністративна одиниця у складі Жаркаїнського району Акмолинської області Казахстану. Адміністративний центр та єдиний населений пункт — село Гастелло.
Населення — 556 осіб (2021; 770 у 2009, 929 у 1999, 1555 у 1989).
Станом на 1989 рік існували Гастеллівська сільська (село Гастелло, селище МТФ-1) та Пригородна сільська рада (село Пригородне). 1993 року Гастеллівська та Пригородна сільради утворили Пригородний сільський округ. 2000 року зі складу Пригородного сільського округу виділено Гастеллівський сільський округ. Село Дауилбай було ліквідоване 2005 року. 2013 року Гастеллівський сільський округ перетворено в сільську адміністрацію.

## Склад
До складу адміністрації входять такі населені пункти:
| Населений пункт  | Колишні назви | Населення, осіб (1989) | Населення, осіб (1999) | Населення, осіб (2009) | Населення, осіб (2021) |
| ---------------- | ------------- | ---------------------- | ---------------------- | ---------------------- | ---------------------- |
| Гастелло, село   | -             | 1384                   | 929                    | 770                    | 544                    |
| --Дауилбай, село | МТФ-1         | 171                    | -                      | -                      | 12                     |